# Semiothisa divergentata
Semiothisa divergentata är en fjärilsart som beskrevs av Pieter Cornelius Tobias Snellen 1874. Semiothisa divergentata ingår i släktet Semiothisa och familjen mätare. Inga underarter finns listade i Catalogue of Life.